# Cerodontha burmensis
Cerodontha burmensis är en tvåvingeart som beskrevs av Zlobin 2001. Cerodontha burmensis ingår i släktet Cerodontha och familjen minerarflugor.
Artens utbredningsområde är Myanmar. Inga underarter finns listade i Catalogue of Life.